# Жевержеев, Левкий Иванович
Левки́й Ива́нович Жеверже́ев (8 августа 1881, Царское Село, Санкт-Петербургская губерния — 16 января 1942, Ленинград) — российский фабрикант, меценат, библиофил, коллекционер; один из основателей Театрального музея в Петрограде. Отец балерины Тамары Жевержеевой (1907—1997).

## Биография
Левкий Жевержеев родился в Царском Селе на Средней улице, в доме № 8, в семье потомственного почётного гражданина Ивана Алексеевича Жевержеева и его супруги Софьи Порфирьевны, урождённой Оловянишниковой. Его отец, Иван Жевержеев (1832—1914), родился в Изюме и происходил из изюмских татар. В 1870-х годах он обосновался в Санкт-Петербурге, где вместе с братьями основал Парчово-ткацкую фабрику, изготовлявшую драгоценную парчу и различную церковную утварь. Продукцию фабрики, получившей статус «поставщик Двора» и имевшей магазин на Перинной линии в Гостином дворе, закупали многие петербургские приходы. Мать также происходила из влиятельной купеческой семьи: её отец Порфирий Оловянишников (1822—1881) владел фабрикой, специализировавшейся на литье церковных колоколов; впоследствии предприятием стала управлять его вдова Евпраксия Оловянишникова, известная в Ярославле меценатка. Кроме Левкия в семье Ивана и Софьи Жевержеевых было ещё два сына — Анатолий и Константин. Не позднее 1886 года семья переехала в столицу, в собственный дом на Троицкой улице (ныне дом № 18/5 по ул. Рубинштейна, архитектор Доменико Адамини, 1837). Они жили в левой части дома; в правой же части размещались парчово-ткацкая фабрика и магазин церковной утвари (эта часть дома была перестроена в 1899 году архитектором фон Гогеном).
В 1891 году Левкий был принят в Коммерческое училище на полупансион. В детстве отличался слабым здоровьем, однако учился очень хорошо. При выпуске в 1899 году был удостоен звания кандидата коммерции и награждён похвальным листом. За годы учебы он провинился лишь однажды — на него был наложен штраф в размере 15 копеек за порчу парты.
Будучи ещё подростком увлёкся коллекционированием. Отец подарил ему коллекцию предметов прикладного искусства (в основном это были драгоценности и церковная утварь), которую начал собирать ещё его дед. Начиная с 1897 года 16-летний Левкий начал собирать книги и рукописи, главным образом по русской литературе и истории литературы. Библиотека занимала несколько больших комнат его квартиры на Троицкой улице (ныне дом № 18/5 по ул. Рубинштейна). В 1915 году в книгопечатне Шмидта была выпущена I часть каталога «Опись моего собрания» «в количестве 99 экземпляров, именных и нумерованных», в которую вошли 3257 названий. Всего в коллекции к тому времени насчитывалось свыше 20 тысяч томов. Вскоре после революции, в апреле 1918 года библиотека была продана книжному магазину А. С. Суворина и разошлась по разным книгохранилищам. Владельческая принадлежность книг из коллекции Жевержеева легко определяется благодаря наличию экслибрисов, характерных переплётов и форзацев. Чаще всего эти книги помечены ярлыком с факсимиле «Левкий Жевержеев»; существуют и другие владельческие знаки, выполненные для различных тематических разделов его библиотеки. Часть собрания Жевержеева хранится в рукописном отделе Российской национальной библиотеки: это рукописи, тетради, списки Ломоносова, Гёте, Рылеева, Жуковского, Пушкина, Некрасова, Толстого, дневники Крестовского, рукописи богословского содержания.
Дочь Тамара вспоминала, что каждую субботу отец менял картины, украшавшие стены их гостиной — и ни разу не повторялся.
Полюбив театр, Левкий начал собирать костюмы и эскизы декораций. В 1911 году в своём доме на Троицкой улице открыл Троицкий театр. В 1913 году показал здесь «Первый в мире футуристов театр» (по трагедии Маяковского; художники Павел Филонов, Иосиф Школьник) и оперу Михаила Матюшина и Алексея Крученых «Победа над солнцем» (художник Казимир Малевич). В декорации для этого спектакля впервые появился знаменитый «Чёрный квадрат».
Увлекался футуризмом — поддерживал поэтов-футуристов, издавая за свой счёт их книги. Был председателем правления «Союза молодежи», первого сообщества художников русского авангарда в Петербурге. В 1911 году «Союз» поставил «Хоромные действа», в котором соединились балаган, маскарад и кабаре.
После смерти отца в 1914 году Левкий получил в наследство фабрику и сразу же женился на кафешантанной артистке Тамаре Николаевне Урталь, от которой у него уже были дети — при жизни его родители не давали своего согласия на такой мезальянс. Однако, их семейная жизнь не заладилась, — тем более что вскоре разразилась революция и условия жизни кардинально переменились.
В декабре 1915 года Жевержеев организовал «несколько сумбурную» по отзывам современников выставку «Памятники русского театра», на которой было представлено 1289 экспонатов его коллекции, охватывавших период 1772—1915 годов. Собрание, которое Левкий Иванович называл «своим театральным музеем», после революции вошло в фонд Музея театрального и музыкального искусства, открывшегося в 1921 году. Бывший владелец занимал должность заместителя директора этого музея до самой смерти. «Ты своего музея, Левкий, поверь мне, лучший экспонат» — писал в альбоме Жевержееву Николай Акимов. В этот период всю деятельность Жевержеева сопровождала постоянная борьба за существование музея — его то выселяли, то закрывали. В 1930 году помещение музея отдали организации «Союзрыба», лишь в 1938 году музей окончательно въехал в собственное помещение. Новая экспозиция открылась 21 мая 1941 года — за месяц до начала войны.
В. В. Милютина, студентка Академии художеств, проходившая практику в музее, оставила такую характеристику Жевержеева: он «…был человеком запоминающимся. Его густая, тёмная, косматая шевелюра, свободная манера, хитрая улыбка и убеждающая речь, блещущая эрудицией. Ни на кого он не был похож. Память его держала массу имен, характеристик. Он помнил художников, их работы, спектакли, актёров. Ленинградский Театральный музей без Левкия Ивановича не имел бы в те годы лица. <…> Живой, яркий, стремительный, размашистый… [он] …живёт то ли в музее, то ли где-то рядом, то ли из него никогда не выходит».
Каждую пятницу Жевержеев проводил в своём доме пятничные собрания («пятницы»), гостями которых среди многих других деятелей литературы и искусства были Александр Блок, Александр Бенуа, Михаил Кузмин, Владимир Маяковский, Всеволод Мейерхольд, Юрий Анненков, Валентина Ходасевич, Леонид Чупятов, Иосиф Школьник, Василий Кандинский, Велимир Хлебников, Михаил Матюшин, Казимир Малевич, Алексей Кручёных, Вера Ермолаева, Николай Акимов, Сергей и Анна Радловы, Анна Ахматова, Борис Пастернак, Александр Южин, Николай Пунин, Василий Андреев.
С началом войны по приказу начальника Комитета по делам искусств из музея было уволено 13 человек, ещё двое ушли на фронт, после чего в музее остались лишь шесть человек — директор Пётр Шеффер, Жевержеев, А. С. Нотгафт и три уборщицы. Блокаду пережили лишь одна уборщица и один научный сотрудник, эвакуировавшийся вместе с театром.
В декабре 1941 года дирекция Театра имени Пушкина ходатайствовала, чтобы двум «заслуженным и высококвалифицированным специалистам» Шефферу и Жевержееву, имеющими карточки 2-й категории, выдали продовольственные карточки 1-й категории.
Левкий Жевержеев умер от голода в блокадном Ленинграде на своём рабочем месте, в музее, 16 января 1942 года.
В апреле 1942 года его вдова Тамара Урталь начала хлопотать о пенсии, но уже в 1943 году она была арестована и отправлена в лагеря, откуда вернулась лишь в 1955 году. Жила вначале у друзей, затем в Доме для престарелых на Красноармейской улице, где и скончалась предположительно в 1965 году. Сохранились свидетельства, что в 1962 году она отказалась принять подарки от своего бывшего зятя Баланчина, приехавшего из США в Ленинград на гастроли, заявив ему: «У нас всё есть и, вообще, у нас всё, всё хорошо!».

## Память
Санкт-Петербургский музей театрального и музыкального искусства регулярно проводит научные «Жевержеевские чтения». В 2018 году музей выпустил репринтное издание визитного альбома Л. И. Жевержеева, начатого 2 октября 1915 года.

## Адреса
- Усадьба Паткуль, Средняя улица, дом № 8, Царское Село
- Доходный дом И. А. Жевержеева на углу Троицкой улицы и Графского переулка (ныне ул. Рубинштейна, дом № 18/5). Архитекторы: Доменико Адамини, 1837 и Александр фон Гоген, 1899.